# 老北勢
老北勢，是臺灣屏東縣內埔鄉的一個傳統地域名稱，位於該鄉西南部。相較於今日行政區，其範圍大致包括富田村不含東北部邊界地帶及西南部邊界地帶、振豐村南半部、豐田村南端。
本地區境內主要聚落為老北勢、新屋下、上和順林、中和順林、下和順林，設有富田國小。

## 歷史
台灣日治初期，老北勢地區為一街庄，稱為「老北勢庄」（舊制街庄），隸屬於港西下里。該庄昔日西北及北與新北勢庄為鄰，東與老東勢庄為鄰，東南邊為忠心崙庄，南邊東段為二崙庄，南邊西段及西邊南段為南勢庄，西邊北段為西勢庄。
1901年（日治明治三十四年）11月11日，全台廢縣廳改設二十廳，該庄隸屬於阿猴廳。1904年（明治三十七年）4月15日，該庄編入「新北勢區」，隸屬於阿猴廳。1905年（明治三十八年）4月1日，阿猴廳改稱「阿緱廳」。1909年（明治四十二年）10月25日，全台合併二十廳為十二廳，新北勢區仍隸屬於阿緱廳。1920年（大正九年）10月1日，全台地方制度大改正，廢十二廳改設五州二廳，該庄改制為「老北勢」大字，隸屬於高雄州潮州郡內埔庄（新制街庄）。
戰後內埔庄改制為內埔鄉，隸屬於高雄縣，大字亦改制為村。1950年（民國39年）10月1日，高、屏分治，內埔鄉改隸屬於屏東縣。
相較於今日行政區，本地區的範圍大致包括富田村不含東北部邊界地帶及西南部邊界地帶、振豐村南半部、豐田村南端。

## 聚落
本地區發展較早的聚落為老北勢、中和順林，在日治初期的官方地圖上已有記載。此外，本地區尚有新屋下、上和順林、下和順林聚落。

## 交通
縣道187甲線是龍泉至下蚶堤防的道路，經過本地區南部邊界地帶。由該道路東北行可前往內埔鄉內埔市區，並止於老埤地區的縣道187號路口；西南行可前往內埔鄉/竹田鄉交界地帶、竹田鄉、萬丹鄉，並止於縣道189甲線路口。
鄉道屏48線是社皮至內埔的道路，經過本地區的老北勢聚落北側。
鄉道屏83線是新北勢至竹南的道路，經過本地區西部邊界地帶中央偏北一小段。
鄉道屏85線是新北勢至潮州的道路，經過本地區的上和順林聚落東側。

## 學校
- 富田國小